# Via verda del Serpis
La via verda del Serpis, o la via verda dels anglesos, és una via verda no condicionada que comença a la ciutat d'Alcoi i finalitza a Gandia, en travessar les comarques de l'Alcoià, el Comtat i la Safor. Vorejant en gran manera el riu Serpis que comunica la Serra Mariola i la mar Mediterrània. La ruta de 53 km està condicionada en molt pocs trams del seu recorregut, i és ideal per a fer-la caminant, a cavall i especialment en bicicleta.

## Història
El ferrocarril originari va ser construït l'any 1892 per la Railway and Harbour Company Limited a conseqüència del desenvolupament industrial de les comarques que travessava, que transportaven originàriament matèries primeres com farina, vi i oli, i productes industrials com tèxtils i siderúrgics. Va tancar l'any 1969 per la baixa rendibilitat.

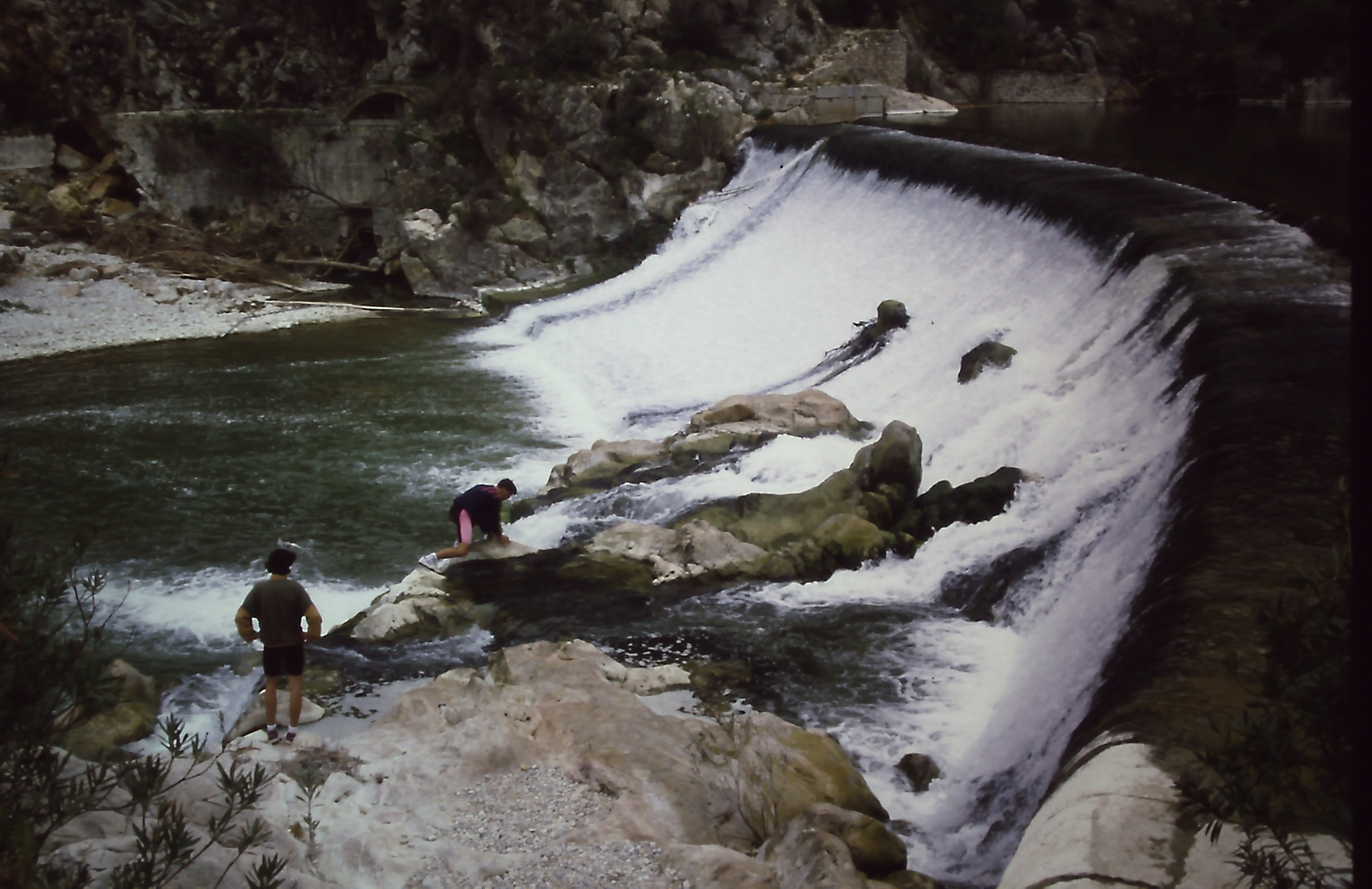
Assut al riu Serpis

## Itinerari
Port de Gandia, Almoines, Beniarjó, Potries, Vilallonga, l'Orxa, Beniarrés, Gaianes, Muro d'Alcoi, Cocentaina i Alcoi.

## Llocs d'interés

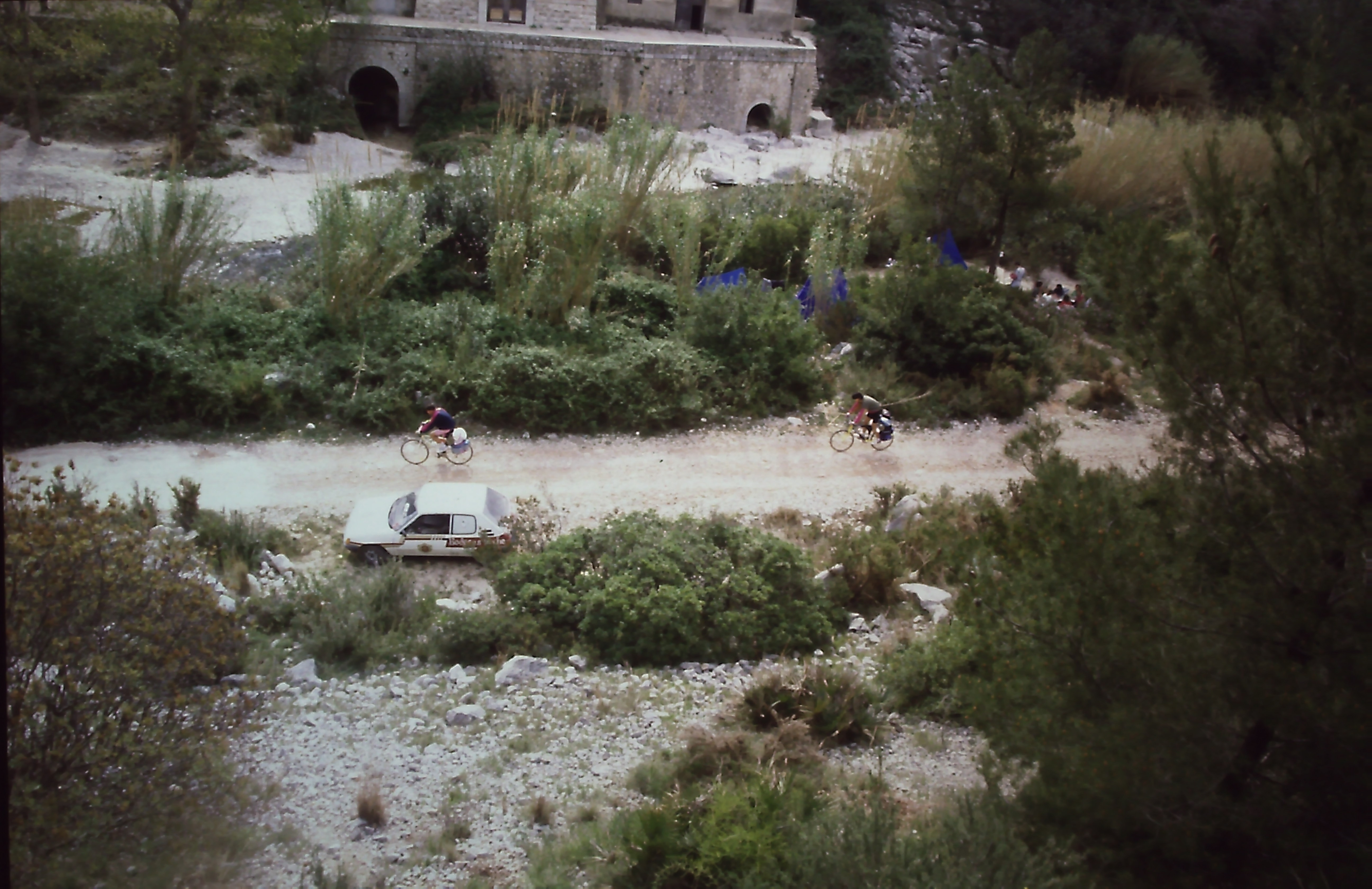
Racó del Duc, amb la fàbrica de la llum al fons

La via verda travessa el Racó del Duc, o barranc de l'Infern, es tracta d'un impressionant congost al riu Serpis entre Vilallonga i l'Orxa, limitat per les serres de la Safor i la Cuta.